# إلينور كليفت
إلينور كليفت (بالإنجليزية: Eleanor Clift) (و. 1940 – م) هي صحفية، وناقدة رأي، وكاتب عمومي من الولايات المتحدة الأمريكية . ولدت في بروكلين .

## مناصب وهيئات
أدارت نيوزويك.

## روابط خارجية
- إلينور كليفت على موقع IMDb (الإنجليزية)
- إلينور كليفت على موقع إن إن دي بي (الإنجليزية)
- إلينور كليفت على موقع قاعدة بيانات الفيلم (الإنجليزية)